# Melanargia galenoides
Melanargia galenoides är en fjärilsart som beskrevs av Charles Oberthür 1909. Melanargia galenoides ingår i släktet Melanargia och familjen praktfjärilar. Inga underarter finns listade i Catalogue of Life.